# Château de Greenhalgh
Le château de Greenhalgh est un château, aujourd'hui en ruine, situé près de la ville de Garstang dans le Lancashire, en Angleterre.

## Histoire

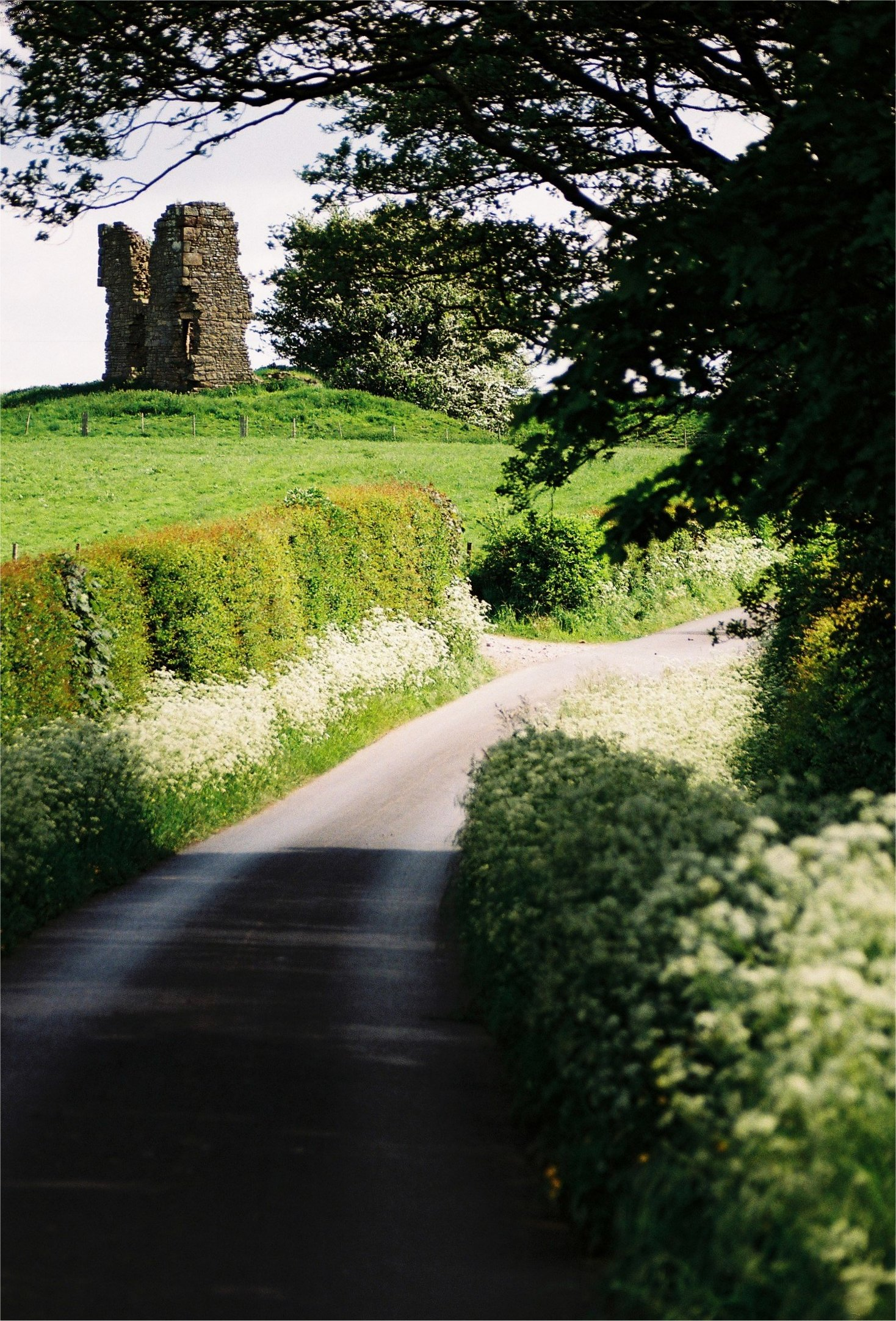
Le château.

Thomas Stanley, 1er comte de Derby, fait construire le château en 1490 pour assurer la défense de ses domaines autour de Garstang. Il est également autorisé à clôturer un parc et à y installer « un dédale et une chasse libres ». Le terrain sur lequel le château est construit serait un cadeau fait à Stanley par son beau-fils Henry Tudor pour son aide dans la défaite de Richard III à la bataille de Bosworth. Au XVIe siècle, John Leland le décrit comme un « joli château des seigneurs de Derby ».
Pendant la guerre civile anglaise, le château est occupé par James Stanley, 7e comte de Derby, qui soutient Charles Ier. C'est l'un des deux derniers bastions royalistes du Lancashire à succomber à la suite d'un siège acharné en 1644/45 par les forces d'Oliver Cromwell. L'autre est Lathom. La garnison du château de Greenhalgh se rend finalement en mai 1645 à titre provisoire après avoir obtenu un sauf-conduit pour rentrer chez elle indemne. Par la suite, les équipes de démolition détruisent partiellement le château pour s'assurer qu'il ne puisse plus être utilisé à des fins militaires. À la suite de la détérioration continue des ruines, les seuls vestiges des quatre tours d'origine sont la partie inférieure de l'une d'entre elles. De nombreuses fermes locales, dont la ferme du château voisine, construite au XVIIe siècle, ont incorporé les pierres des ruines du château dans leurs bâtiments. En 1772, Thomas Pennant le décrit comme « les pauvres vestiges du château de Greenhaugh ».